# 汤勺

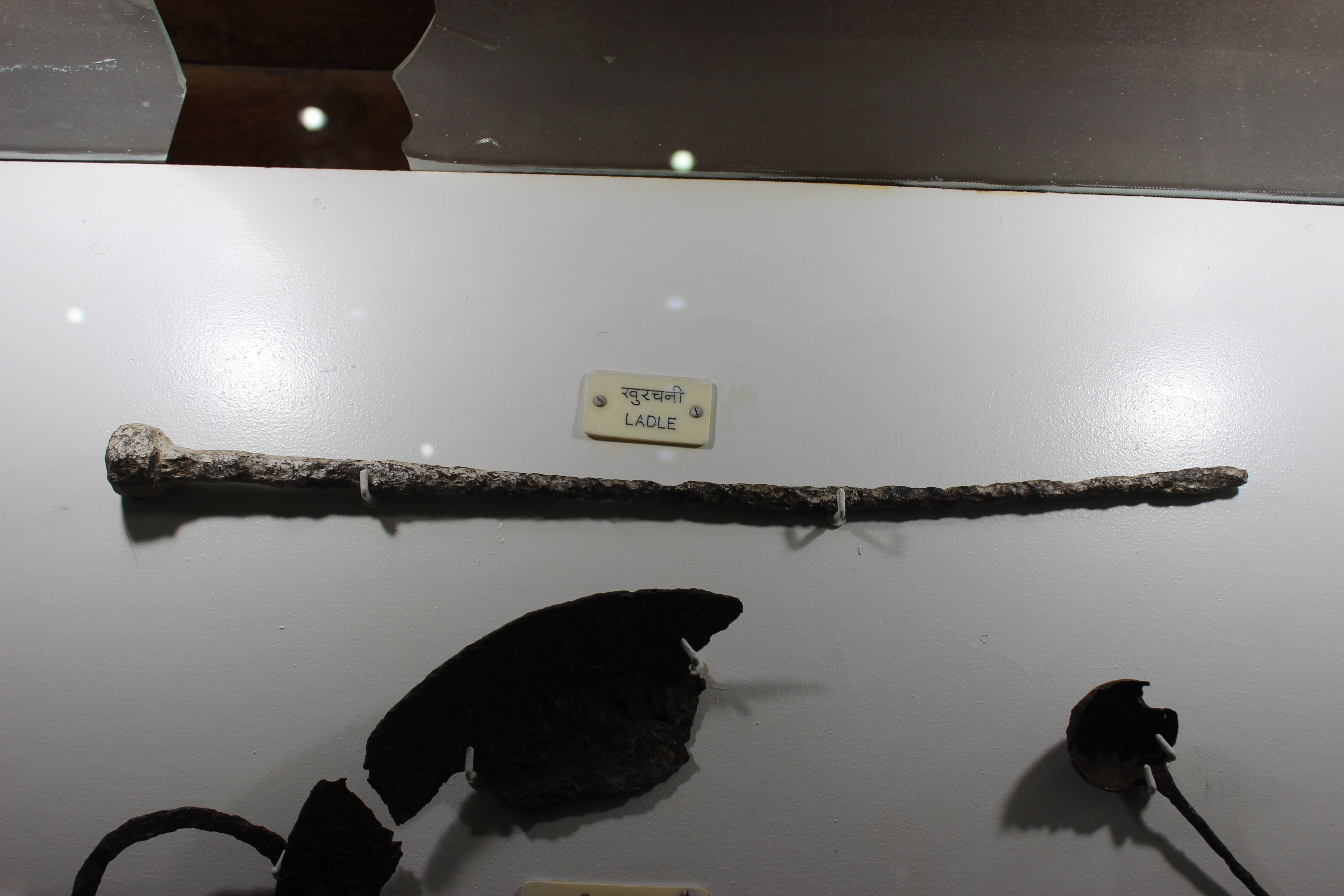
锡尔布尔发掘出土的铁质汤勺

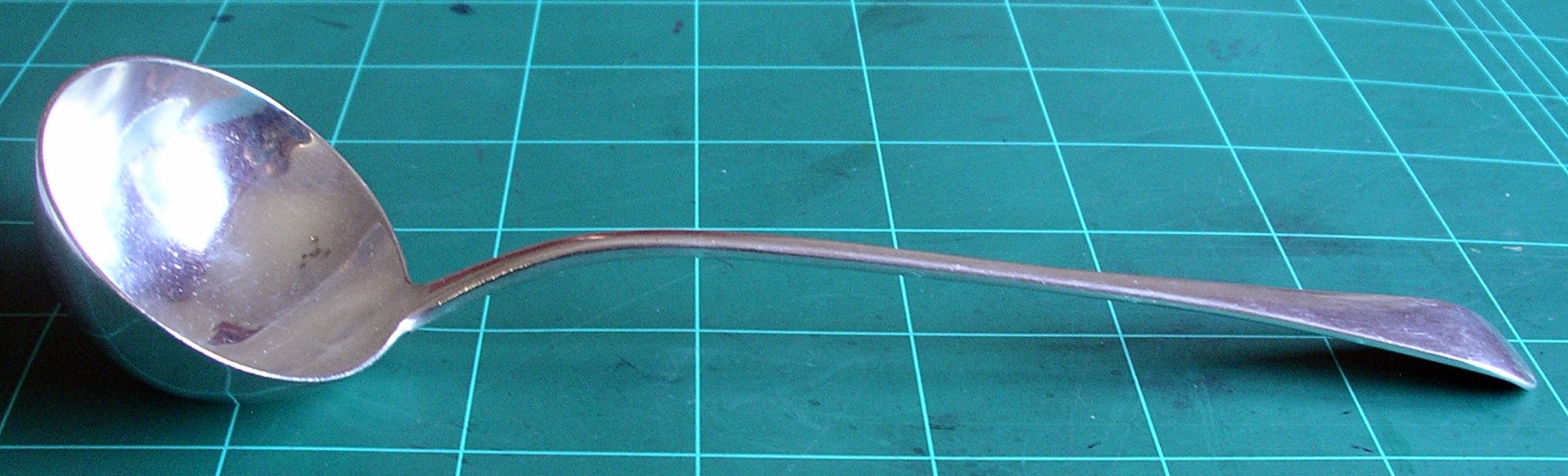
纹银汤勺 - 纯度标记为London银 1876-7 （背景为5厘米宽的方格）

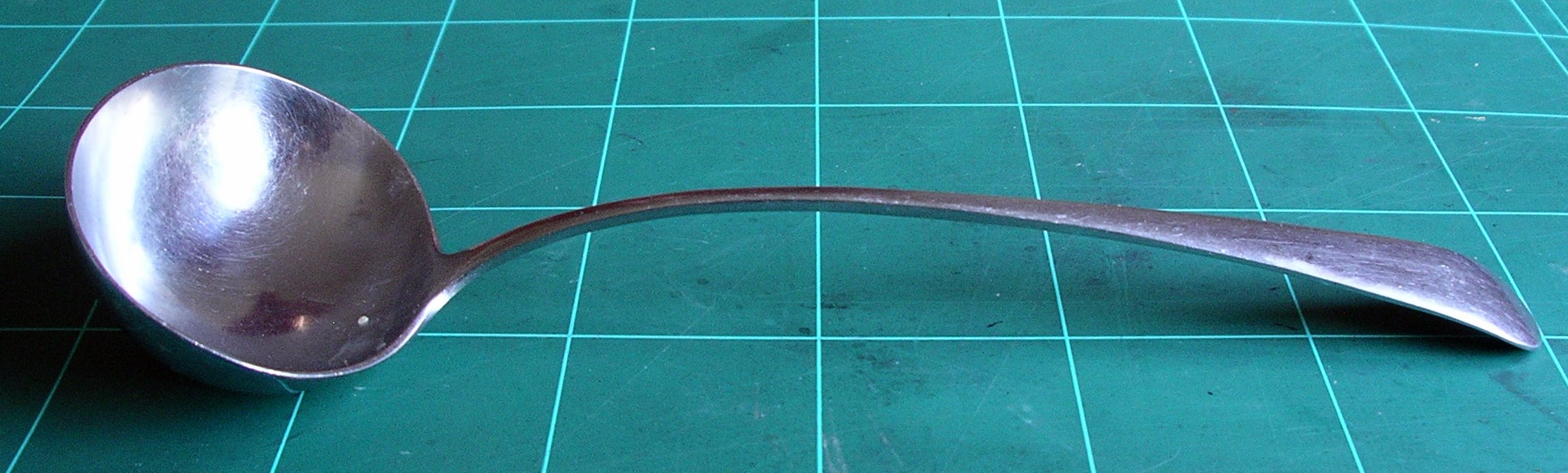
不鏽鋼汤勺（背景为5厘米宽的方格）

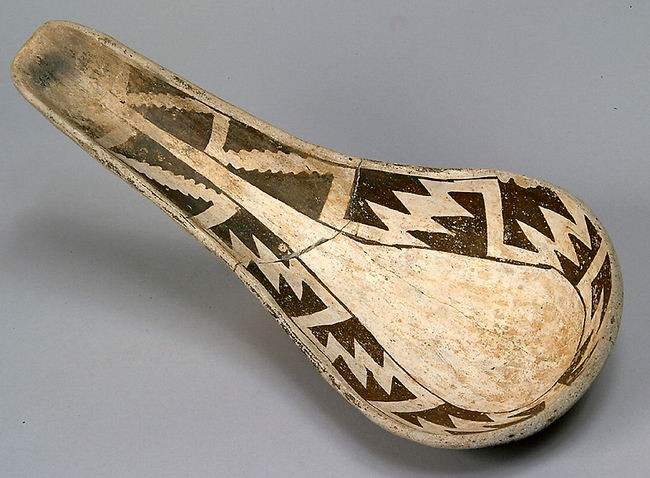
C. 10th century AD ladle from 美国查科文化国家历史公园出土的公元前10世纪的汤勺

勺子是一种有柄的可以舀取东西的器具。用于盛汤的称为“汤勺”，用于舀饭的称为“饭勺”，用于炒菜的称为“炒勺”，有许多小孔的勺子称为“漏勺”。

## 材料
与其他厨具类似，现代社会中的汤勺通常是由不鏽鋼合金制成，但有的也会用铝、銀、塑料、三聚氰胺-甲醛树脂、木材、竹子等其他材料制作而成。
古代的勺子常常是用葫芦、海贝等物品制成，称为“瓢”，如“酒瓢”、“汤瓢”等。

## 应用
汤勺因用途不同而大小不一。比如，有的汤勺不到5英寸（13），用来处理调味酱；也有的汤勺大到15英寸（38），用来处理汤或者賓治酒。
汤勺是用来盛汤、濃湯等食品的勺子。汤勺的设计大同小异，通常有着长长的勺柄，末端则是碗状的头部，用来将液体从锅等容器中转移至碗。有的汤勺的边缘会有个小凸起，以便精细控制汤的流量，但这也会为左利手者带来不便，为此有的汤勺会设计成两边都有突起的样式。